# Оїва Ґо
Ґо Оїва (яп. 大岩 剛, нар. 23 червня 1972, Сімідзу) — японський футболіст, що грав на позиції захисника.
Виступав, зокрема, за клуби «Наґоя Ґрампус» та «Касіма Антлерс», а також національну збірну Японії.
Чотириразовий чемпіон Японії. 

## Клубна кар'єра
Народився 23 червня 1972 року в місті Сімідзу. Вихованець юнацьких команд Вищої комерційної школи Сімідзу та університету Цукуби.
У професійному футболі дебютував 1995 року виступами за команду клубу «Наґоя Ґрампус», в якій провів шість сезонів, взявши участь у 172 матчах чемпіонату. Більшість часу, проведеного у складі «Наґоя Ґрампус», був основним гравцем захисту команди.
Протягом 2000—2002 років захищав кольори команди клубу «Джубіло Івата». В останньому сезоні у складі цієї команди став чемпіоном Японії.
2003 року перейшов до клубу «Касіма Антлерс», за який відіграв вісім сезонів.  Граючи у складі «Касіма Антлерс» також здебільшого виходив на поле в основному складі команди. Завершив професійну кар'єру футболіста виступами за команду «Касіма Антлерс» 2010 року. У цій команді ще тричі вигравав японську футбольну першість.

## Виступи за збірну
2000 року провів дві офіційні гри у складі національної збірної Японії, після чого до її лав не викликався.

## Титули й досягнення

### Гравець
- Чемпіон Японії (4):

«Джубіло Івата»:  2002
«Касіма Антлерс»:  2007, 2008, 2009
- Володар Кубка Імператора Японії (4):

«Наґоя Ґрампус»: 1995, 1999
«Касіма Антлерс»: 2007, 2010
- Володар Суперкубка Японії (3):

«Наґоя Ґрампус»: 1996
«Касіма Антлерс»: 2009, 2010

### Тренер
- Переможець Ліги чемпіонів АФК (1):

«Касіма Антлерс»: 2018